# AKIRA (PALM DRIVE)
AKIRA（アキラ）は、北海道出身の男性ヒップホップ・R&Bミュージシャン。2002年からはコラボレーション音楽プロジェクト「PALM DRIVE」を始動。音楽プロデューサー・ソングライター・編曲家・リミキサーなどとしても活動。ヒップホップ・R&Bを主としつつ、J-POPやアイドル作品など多数のサウンドクリエイションに携わる。

## 略歴
高校時代はバンドでベーシストを担当していた。アメリカ留学から帰国後、R&Bに転向。1996年、AXIAアーティストオーディションGROOVE賞受賞。1997年、同オーディションA部門最優秀賞受賞。これらの受賞を機に、東京に拠点を移す。1998年、ディズニー・トリビュート・アルバム『We Love Mickey〜Happy 70th Anniversary』の米倉利紀の楽曲「Candle On The Water」に編曲で参加。以後、多くのアーティストに関わる。2002年、PALM DRIVEを結成。

## 関連楽曲
アテナ（唄：辻希美）
「HAPPY MY FRIEND」（編曲）（2007年5月16日）
アンジュルム
「上手く言えない」（編曲）（2016年10月19日）
EE JUMP
「HELLO! 新しい私」（編曲）（2001年1月24日）
一岡伶奈、段原瑠々、川村文乃、高瀬くるみ、清野桃々姫
「誤爆 ～We Can't Go Back～」（編曲）（2017年8月11日）
伊藤由奈
「Colorful」（作曲・編曲）（2007年10月24日）
w-inds.
「We'll Be Alright」（共作曲・作詞）（2013年10月13日）
Vlidge
「TSBL」（編曲）（2001年11月21日）
「ONE SENSE」（編曲）（2003年8月16日）
Eliana
「rush 〜その先の何か〜」（作曲・編曲）（2004年5月26日）
「so into you」（作詞・作曲・編曲）（2004年5月26日）
「FEEL GOOD TIME」「What a girl wants」（作曲・編曲）（2004年7月21日）
「THE ROSE」（編曲）（2004年7月21日）
織田裕二
「Love Somebody (CINEMA Version II)」（編曲）（2003年7月16日）
「Love Somebody (AKIRA'S PALM☆DRIVE REMIX)」（リミックス）（2003年7月16日）
kazami
「Moments in The Sun(AKIRA’S VENTURA HIGHWAY REMIX) 」（リミックス）（2003年9月18日）
「Only Truth ～夢じゃないキス～ (AKIRA’S SHE SELLS SEA SHELLS BY THE SEA SHORE REMIX)」（リミックス）（2003年10月22日）
℃-ute
「タイムカプセル」（編曲）（2006年10月25日）
「One's LIFE」（編曲）（2009年1月28日）
「The Party!」（編曲）（2010年2月24日）
「Summer Wind」（編曲）（2016年4月20日）
Crystal Kay
「Ex-Boyfriend AKIRA'S googolplex REMIX」（リミックス）（2001年7月4日）
「Guardian Angel」（編曲）（2001年8月22日）
「Attitude」（作曲・編曲）（2001年11月28日）
「Boyfriend (What Makes Me Fall In Love)」（編曲）（2002年10月23日）
「Bye My Darling!」（作曲・編曲）（2004年11月17日）
「Hero」（作曲・編曲）（2006年2月22日）
「Happy Life」（編曲）（2006年2月22日）
Crystal Kay × CHEMISTRY
「Two As One」（編曲）（2005年10月5日）
KEITA
「Slide 'n' Step」（共作詞・共作曲、ただし表記はA☆）（2013年2月20日）
「Thinking of you」（共作詞）（2013年6月5日）
「Get U Back feat. AISHA」（共作詞）（2013年6月5日）
CHEMISTRY
「believin'」（編曲）（2005年11月16日）
Querer
「always with you」（プロデュース・作詞・作曲・編曲）（2001年10月24日）
「SaヨNaラ」（プロデュース・作曲・編曲）（2001年10月24日）
倖田來未
「最後の雨」（編曲）（2003年12月10日）
「夢 With You」（編曲）（2004年1月15日）
「Get Out The Way」（作曲・編曲）（2004年2月18日）
後藤真希
「溢れちゃう...BE IN LOVE」（編曲）（2001年9月19日）
「愛ってどんな×××?」（編曲）（2003年2月5日）
「LOVE。BELIEVE IT!」（編曲）（2004年1月28日）
「ALL MY LOVE〜22世紀〜」（編曲）（2004年11月17日）
「もしも終わりがあるのなら」（編曲）（2005年7月6日）
「LOVE缶コーヒー」（編曲）（2006年6月7日）
「WOW 素敵!」（編曲）（2007年9月19日）
ごまっとう
「SHALL WE LOVE?」（編曲）（2002年11月10日）
SAKURA
「HOW DEEP IS YOUR LOVE」（プロデュース・編曲）（2000年11月16日）
「One」「ETERNALLY」（プロデュース・作曲・編曲）（2001年4月11日）
「Perfect Kiss 〜唇の約束〜」（プロデュース・編曲）（2001年4月11日）
「光の海」（プロデュース・作曲・編曲）（2001年9月27日）
「SMILE 4 ME」（編曲）（2006年2月8日）
SISTER KAYA
「GIVE MY ALL TO YOU」（プロデュース ・共作詞・作曲・編曲）（2000年7月14日）
「夜の海」（プロデュース・作曲・編曲）（2001年8月2日）
「Part of my soul」（プロデュース・編曲）（2001年8月2日）
Cheyenne
「Just a Plastic」（プロデュース・作曲・編曲）（2000年9月29日）
Juice=Juice
「初めてを経験中」（編曲）（2013年12月4日）
JUJU
「PLAYBACK」（作詞）（2015年7月8日）
少女時代
「motorcycle」（作詞）（2013年12月11日）
「blue jeans」（作詞）（2013年12月11日）
少年隊
「DEEP INSIDE」（コーラスアレンジ）（2002年7月31日）
JOY
「Strawberry」（プロデュース・編曲）（2000年2月26日）
「Distant Lover」（プロデュース・作曲・編曲）（2000年2月26日）
John-Hoon
「Always and Never」（作曲・編曲）（2006年10月25日）
SUITE CHIC
「baby be mine」（プロデュース・作詞・作曲・編曲）（2003年2月5日）
「DAMN FIGHT」（プロデュース・作詞・作曲・編曲）（2003年2月26日）
SUPER JUNIOR
「CANDY」（作詞）（2013年12月11日）
鈴木愛理
「perfect timing」（編曲）（2018年6月6日）
「start again」（編曲）（2018年6月6日）
「THE BRAND NEW LOOK」（作詞・作曲・編曲）（2019年9月4日）
スマイレージ
「あすはデートなのに、今すぐ声が聞きたい」（編曲）（2009年9月23日）
「さよなら さよなら さよなら」（編曲）（2013年5月22日）
Sowelu
「Baby I want you」（編曲）（2008年3月12日）
ソニン
「HELLO! 新しい私（ソニンVersion）」（編曲）（2003年5月14日）
Tyler
「24.7」（プロデュース・作曲・編曲）（2000年6月7日）
「after hours」（プロデュース・作曲・編曲）（2000年9月6日）
「intro "She's Back"」（プロデュース・作曲・編曲）（2001年4月4日）
「Lady Beretta (featuring HAC)」（プロデュース・作曲・編曲）（2001年4月4日）
「interlude "Tyler's Here"」（プロデュース・作曲・編曲）（2001年4月4日）
「GIRLIE!」（プロデュース・作曲・編曲）（2002年10月23日）
「太陽」（プロデュース・共作詞・作曲・編曲）（2004年2月18日）
高橋愛・田中れいな・夏焼雅
「誤爆～We Can't Go Back～」（編曲）（2022年4月27日）
DOUBLE & TASHA
「DOUBLE TROUBLE」（プロデュース / 共作詞・作曲・編曲）（2002/09/04）
W
「抱きしめないで 〜日記付き〜」（編曲）（2005年3月2日）
「愛の意味を教えて!」（編曲）（2005年5月18日）
「ジンクス」（編曲）（2005年5月18日）
T&Cボンバー
「愛の回数」（編曲）（2000年9月27日）
チャオ ベッラ チンクエッティ
「どうしよう、わたし」（作曲・編曲）（2016年1月27日）
土屋アンナ feat. AI
「Crazy World」（編曲）（2008年6月11日）
DEF.DIVA
「好きすぎて バカみたい（女王リミックス）」（リミックス）（2005年10月19日）
傳田真央
「Masquerade 〜AKIRA'S MAOISM Remix〜」（リミックス）（2001年3月28日）
通山愛里
「taboo」（作曲・編曲）（2004年1月7日）
中西圭三
「LOOSE END 〜闇を照らす朝」（編曲）（1999年12月15日）
中林芽依
「Sympathy」（編曲）（2005年8月3日）
NEO
「Teardrop」（プロデュース / 作曲・編曲）（2001年6月6日）
「Kissing You」（プロデュース / 作曲・編曲）（2002年2月6日）
「Didn’t Want It」（プロデュース / 作曲・編曲）（2002/02/20）
ノースリーブス
「ハートの温度」（編曲）（2008年11月26日）
「Girl's talk」（編曲）（2009年3月18日）
「ジェシカはドアをノックしない」（編曲）（2011年12月28日）
後浦なつみ
「LOVE LIKE CRAZY」（編曲）（2004年10月6日）
High-King
「C\C （シンデレラ\コンプレックス）」（編曲）（2008年6月11日）
PALM DRIVE
「PARTY TUNE」 (Vocals & Chorus by F.O.H, Tyler & AKIRA / Rap by amon & HAC) （プロデュース・共作詞・作曲・編曲）（2002年3月20日）
「The big lucky star 〜大福星〜」 (Vocals & Chorus by F.O.H, Tyler & AKIRA / Rap by amon & HAC) （プロデュース・共作詞・作曲・編曲）（2002年3月20日）
「PARTY TUNE (AKIRA's Driving Home Remix)」（リミックス）（2002年3月20日）
「TIME BOUNCE」 (Vocals & Chorus by Neo & AKIRA / ギター：永谷喬夫 (SURFACE)) （プロデュース・共作詞・作曲・編曲）（2002年8月28日）
「Guilty Pleasure」 (Vocals & Chorus by Neo & AKIRA / ギター：永谷喬夫 / ベース：AKIRA) （プロデュース・共作詞・作曲・編曲）（2002年8月28日）
「Beautiful World」 (Vocals & Chorus by Neo & AKIRA / ギター：永谷喬夫 / ベース：AKIRA) （プロデュース・作詞・作曲・編曲）（2002年8月28日）
「HOLIDAY」 (Vocals & Chorus by BoA & AKIRA) （プロデュース・作詞・作曲・編曲）（2003年2月26日）
「HOLIDAY (AKIRA'S DOWNTOWN SANTA BARBARA REMIX)」(リミックス）（2003年2月26日）
「IN OUR BLOCK (INTRO)」（プロデュース・作曲・編曲）（2003年3月26日）
「A*S HOLE (SKIT)」（プロデュース・作曲・編曲）（2003年3月26日）
「MOTHER F**KER (SKIT)」（プロデュース・作曲・編曲）（2003年3月26日）
「Hello ☆ Goodbye」 (Vocals & Chorus by Crystal Kay & AKIRA / Rap by CORN HEAD) （プロデュース・作曲・編曲）（2003年3月26日）
「PRIVATE EYEZ」 (Vocals & Chorus by TIGER & AKIRA / Rap by RHYMESTER) （プロデュース・共作詞・作曲・編曲）（2003年3月26日）
「L.O.F.」 (Vocals & Chorus by SAKURA & AKIRA / Rap by CO-KEY) （プロデュース・共作詞・作曲・編曲）（2003年3月26日）
「IDIOTS」 (Vocals & Chorus by Vlidge & AKIRA) （プロデュース・作詞・作曲・編曲）（2003年3月26日）
「LIVE MY LIFE」（プロデュース・ボーカル・作詞・作曲・編曲）（2003年3月26日）
「I'm sorry (Bonus Track)」（プロデュース・ボーカル・作詞・作曲・編曲）（2003年3月26日）
ハロプロ研修生
「「恋したい新党」」（編曲）（2015年2月18日）
美勇伝
「美 〜Hit Parade〜」（編曲）（2005年3月2日）
「クラクラ ディナータイム」（編曲）（2005年10月26日）
平井堅
「I'm so drunk」（プロデュース・作曲・編曲）（2003年1月22日）
「君が僕に憑依した!!」（作曲・編曲）（2004年11月24日）
「君はス・テ・キ♡」（編曲）（2008年2月20日）
「フルサ・サイーダ」（共作曲・編曲）（2009年9月23日）
藤本美貴
「大切」（編曲）（2003年2月5日）
「銀色の永遠」（編曲）（2003年2月26日）
F.O.H
「BE ALRIGHT 〜AKIRA'S Full Of Her Money Remix〜」（リミックス）（2000年11月22日）
「JUICY」（プロデュース・作曲・編曲）（2001年3月23日）
「myシンデレラ」（プロデュース・作曲・編曲）（2001年3月23日）
「さよならが言えなくて」（プロデュース・作曲・編曲）（2001年7月18日）
「INTRO 〜GOTTA LET YOU KNOW」（プロデュース・作詞・作曲・編曲）（2001年9月21日）
「〜DENWERLUDE〜 (Instrumental)」（プロデュース・作曲・編曲）（2001年9月21日）
「It makes the world go around」（プロデュース・作曲・編曲）（2001年9月21日）
「Do dance」（プロデュース・作曲・編曲）（2001年9月21日）
「CASINO DRIVE 〜AKIRA'S MUSCLE HEAT REMIX〜」（リミックス）（2002年10月30日）
「Intro 〜THE LEGEND OF THE VIKING」（プロデュース・作曲・編曲）（2002年11月27日）
「CASINO DRIVE」（プロデュース・作曲・編曲）（2002年11月27日）
Full Of Harmony
「Rhythm」（プロデュース・作曲・編曲）（2004年9月22日）
「Intro」（プロデュース・作曲・編曲）（2004年11月27日）
「Woo-La」（プロデュース・作曲・編曲）（2004年11月27日）
「アリガトウ」（プロデュース・作詞・作曲・編曲）（2004年11月27日）
「be that kind of man」（プロデュース・作詞・作曲・編曲）（2004年11月27日）
「涙の数だけ」（プロデュース・作曲・編曲）（2005年6月1日）
「Wonder Girl」（プロデュース・共作詞・作曲・編曲）（2007年4月4日）
「LOVE STORY」（プロデュース・作曲・編曲）（2007年4月4日）
「Christmas Smile Everyday」（プロデュース・編曲）（2007年11月14日）
平家みちよ
「愛の力」（編曲）（2000年8月9日）
「雨・雨・夜」（編曲）（2001年2月7日）
Berryz工房
「あなたなしでは生きてゆけない」（編曲）（2004年3月3日）
「図書室待機」（編曲）（2006年3月29日）
「REAL LOVE」（編曲）（2008年9月10日）
「Shy boy」（編曲）（2012年2月22日）
「I like a picnic」（編曲）（2013年3月13日）
「女の子にしかわかんない丁度があるの」（編曲）（2014年2月26日）
「普通、アイドル10年やってらんないでしょ!?」（編曲）（2014年6月4日）
松浦亜弥
「待ち合わせ」（編曲）（2001年4月11日）
「涙のわけ」（編曲）（2004年1月1日）
MAX
「Wired」（作曲・編曲）（2000年9月6日）
「whispers」（作曲・編曲）（2001年3月14日）
三浦大知
「music」（作詞・作曲）（2015年6月17日）
ミニモニ。
「恋愛一周年」（編曲）（2003年10月16日）
「LOST LOVE」（編曲）（2004年2月11日）
「笑顔のデート 最後のデート」（編曲）（2004年4月21日）
melody.
「Don't Let Go」（作曲・編曲）（2004年1月21日）
「flower bed」（作曲・編曲）（2004年1月21日）
メロン記念日
「眠らない夜」（編曲）（2003年3月12日）
モーニング娘。
「通学列車」（編曲）（2000年5月17日）
「あこがれ My Boy」（編曲）（2000年9月6日）
「初めてのロックコンサート」（編曲）（2002年3月27日）
「寝坊です。デートなのに…」（編曲）（2004年11月3日）
「愛と太陽に包まれて」（編曲）（2005年7月27日）
「HOW DO YOU LIKE JAPAN? 〜日本はどんな感じでっか?〜」（編曲）（2006年2月15日）
「INDIGO BLUE LOVE」（編曲）（2006年2月15日）
「コタツの歌 〜jyuken story〜」（編曲）（2006年12月13日）
「その出会いのために」（編曲）（2007年3月21日）
「秋麗」（編曲）（2009年8月12日）
「泣き出すかもしれないよ」（編曲）（2010年2月10日）
「友（とも）」（編曲）（2010年6月9日）
「電話でね」（2010年12月1日）
「この愛を重ねて」（編曲）（2011年10月12日）
「ゼロから始まる青春」（編曲）（2012年9月12日）
「私のでっかい花」（編曲）（2013年1月23日）
「ふんわり恋人一年生」（編曲）（2013年8月28日）
「I WISH (updated)」（編曲）（2013年9月25日）
モーニング娘。'14
「恋人には絶対知られたくない真実」（編曲）（2014年10月29日）
モーニング娘。'24
「内緒だよ（歌唱：小田さくら・羽賀朱音）」（編曲・バックコーラス）（2024年11月27日）
森奥愛
「Survivin'」（プロデュース・作曲・編曲）（2003年5月14日）
「Dance With Me」（プロデュース・作曲・編曲）（2003年5月14日）
「ヌクモリ〜Your Texture〜」（プロデュース・作曲・編曲）（2004年1月28日）
ユン・サンヒョン
「明日」（作詞・作曲・編曲）（2011年2月16日）
米倉利紀
「Candle On The Water」（編曲）（1998年11月6日）
Lead
「FLY AWAY 〜AKIRA'S CONQUISTADOR REMIX」（リミックス）（2003年3月19日）
「真夏のMagic 〜MAGICAL RED HOT SUMMER REMIX」（リミックス）（2003年7月30日）
ROMANS
「SEXY NIGHT 〜忘れられない彼〜」（編曲）（2003年8月20日）
「ロマン」（編曲）（2003年8月20日）
y'z factory
「0:45 a.m.」（編曲）（2000年9月6日）
「Island! Island!」（編曲）（2000年9月6日）

### ジャニーズ事務所関連
V6
「Remember your love」（作詞）（2017年8月9日）
「TL」（作詞）（2018年5月30日）
「Sweet Bitter Rain」（作詞）（2019年6月5日）
20th Century
「Precious Love (AKIRA'S CORE FIGHTER REMIX)」（リミックス）（2000年9月20日）
坂本昌行、岡田准一
「JUST YOU CAN MAKE ME HIGH」（作詞・作曲・編曲）（2001年8月1日）
嵐
「The Bubble」（編曲）（2004年7月21日）
「手つなごぉ」（作曲・編曲）（2005年3月23日）
「P・A・R・A・D・O・X」（共作詞）（2013年10月23日）
「Starlight kiss」（共作詞）（2013年10月23日）
「Love Wonderland」（共作曲・作詞）（2014年10月22日）
「TRAP」（共作曲・作詞）（2014年10月22日）
「Green Light」（共作詞）（2017年10月18日）
「SHOW TIME」（共作詞・共作曲・共編曲）（2020年11月3日）
櫻井翔
「Hey Yeah!」（作詞）（2014年10月22日）
「Sunshine」（作詞）（2016年10月26日）
二宮和也
「MUSIC」（作詞）（2015年10月21日）
NEWS
「Wonder」（作詞）（2016年3月9日）
「EROTICA」（作詞・作曲）（2018年3月21日）
「BLACKHOLE」（作詞）（2018年3月21日）
「CASINO DRIVE」（作詞）（2019年2月20日）
「FIGHTERS.COM」（作詞・作曲）（2019年2月10日）
「エス」（作詞・作曲）（2020年3月4日）
「BURN」（作詞）（2021年6月30日）
増田貴久
「Pumpkin」（作曲・編曲）（2012年6月13日）
KAT-TUN
「SIGNAL」（編曲）（2006年7月19日）
「Make U Wet」（編曲）（2007年4月18日）
「LOVE or LIKE」（作曲・編曲）（2007年4月18日）
「w/o notice??」（作詞・作曲・編曲）（2008年5月14日）
Hey! Say! JUMP
「Deep night 君想う」（編曲）（2008年10月22日）
「MANTRA」（共作詞）（2020年12月16日）
Kis-My-Ft2
「r.a.c.e.」（作詞）（2017年5月3日）
「HOT!×2」（作詞）（2017年11月29日）
ジャニーズWEST
「#Followme」（編曲）（2021年5月5日）
King & Prince
「Winter Love Story」（作詞・作曲）（2020年12月16日）